# Wagner Carvalho
Wagner Marcilio de Carvalho (Campos dos Goytacazes, 1975), mais conhecido como Wagner Carvalho ou Waguinho, é um compositor, produtor musical, baterista e arranjador brasileiro, ex-integrante das bandas Rebanhão e Primeira Essência.

## Biografia
Irmão de Cristiane Carvalho, ambos cresceram num ambiente amplamente influenciado pela música.
Em 1993, Wagner entrou no Rebanhão como baterista. Ele havia participado no álbum Janires e Amigos, quase dez anos antes, quando ainda era criança. O grupo de rock estava se reestruturando, com a saída dos três membros anteriores (Carlinhos Felix, Paulo Marotta e Tutuca) sob a liderança do tecladista e produtor Pedro Braconnot. Juntamente com ele, Rogério dy Castro e outros músicos, participou do grupo até meados de 1997, gravando os álbuns Enquanto É Dia e Por Cima dos Montes.
Em 1997, saiu do Rebanhão para formar a banda Primeira Essência, juntamente com Rogério dy Castro,Derek,Davi Fernandes e outros músicos. O grupo durou três anos, mas gerou dois álbuns, com a participação de Carvalho como baterista e Produtor Musical.
Wagner Carvalho tornou-se um conhecido produtor musical, porém seu destaque foi trabalhando junto a Gravadora MK e Line Records criando o projeto 'ARREBATADOS REMIX' e a carreira da cantora Pamela, ao qual produziu 4 trabalhos de sua discografia. Alguns dos projetos em que atuou como produtor musical foram indicados ao Troféu Talento. e ao Grammy Awards

## Discografia
Álbuns pelo Rebanhão
- 1985: Janires e Amigos (como vocal convidado em "Jesus Super Heroi")
- 1993: Enquanto É Dia
- 1996: Por Cima dos Montes

Álbuns pelo Primeira Essência
Álbuns pelo Tempus
- 2006: Mudando o Rumo de uma História

Produções musicais
- 2002: Os Arrebatados Remix 1 - Vários artistas
- 2002: Um Passo ao Céu - Pamela
- 2003: Compromisso - Ellas
- 2003: Remix 17 - Marina de Oliveira
- 2003: A Chance - Promises
- 2003: Vou Continuar - Alex Gonzaga
- 2004: Os Arrebatados Remix 2 - Vários artistas
- 2004: Vale A Pena Sonhar - Novo Som
- 2004: A Chuva - Pamela
- 2006: Sal e Luz - Pamela
- 2006: Cristina Mel e os Vegetais - Cristina Mel
- 2006: Um Novo Tempo - Cristina Mel
- 2006: Os Arrebatados Remix 3 - Vários artistas
- 2007: Quem Ora Não Erra - Ellas
- 2007: Alcanzar Tu Corazón - Cristina Mel
- 2009: Turminha da Cristina Mel - Cristina Mel
- 2009: Apaixonando Você Outra Vez - Rayssa & Ravel
- 2010: Sonhos de Deus - Rayssa & Ravel
- 2011: Biografia de Um Vencedor - Rayssa & Ravel
- 2012: Passos de Fé - Raquel Mello
- 2012: Enquanto o Dia Brilhar - Dia Claro
- 2012: Testemunhos - André Morais
- 2012: Nossa História - Rayssa & Ravel